# Puya trollii
Puya trollii är en gräsväxtart som beskrevs av Lyman Bradford Smith. Puya trollii ingår i släktet Puya och familjen Bromeliaceae.
Artens utbredningsområde är Bolivia. Inga underarter finns listade i Catalogue of Life.